# Balatro (ゲーム)
『Balatro』（バラトロ）は、カナダのゲーム開発者LocalThunkが開発しPlaystackより発売された、ポーカーをテーマにしたローグライクデッキ構築ゲーム。2024年2月21日にMicrosoft Windows、PlayStation 4、PlayStation 5、Xbox One、Xbox Series X/S、Nintendo Switch用ソフトとして発売された。

## ゲームシステム
ゲームルールは、一般的なポーカーの種類であるクローズド・ポーカーに類似している。対戦相手は存在しない。
プレイヤーは、配られた8枚の手札の中から5枚を選択してハンド（手役）を作ることを目指す（ハンドの種類は「ポーカー・ハンドの一覧」を参照）。手札のうち5枚を入れ替える「ディスカード」は一定回数まで可能（初めに3回認められており、後述のジョーカーやバウチャーによって増減する）。ハンドの完成後、ハンドの種類に応じた得点倍率と使用カードの数字の大きさから計算されるチップを獲得する。制限回数以内に目標チップを達成すればステージクリアとなる。
ステージクリア後にはショップに移行し、カードを追加するカードパックや、ハンドの得点倍率を上げるプラネットカード、トランプの数字・マークの変更や削除などができるタロットカード、ユニークな効果を持った「ジョーカー」のカードなどを購入できる。これらをデッキに組み込むことで、大きなハンドを出しやすくなるイカサマが可能となり、プレイヤーはさらに高価な目標チップが課されたステージを攻略していく。また、「バウチャー」と呼ばれるチケットが表示されており、それを購入することで以降その回のゲームに特殊効果を与える。
ステージを進めていくと「ボスブラインド」と呼ばれる特殊ステージが出現する。ここでは、手札減らしや強制ディスカード、特定の絵柄・数字を封じるなど、手札に制限が加えられた状態で進めることになる。
「ボスブラインド」をクリアすることで「アンティ」をクリアしたこととなり、アンティ1から始まりアンティ8をクリアすることで、その回のゲームに勝利したことになる（ゲーム自体はステージクリアするまでエンドレスモードとして進めることが可能）。ゲームに勝利すると、その時点で1つ上の「ステークス」がアンロックされる（初めは白。以降赤→緑→…→金と進んでいく）。ステークスが上がると、特殊ルールが追加され、あるステークスはそれより下位のステークスを全て含んでいるものとする（例えば緑のステークスでプレーする場合、緑の特殊ルールとそれより下位にある赤の特殊ルールでプレーすることになる。）。ステークスのアンロックは、各デッキ（後述）ごとに管理される。
ゲームを進めることでデッキがアンロックされる。デッキにはそれぞれ固有の能力が設定されており、ゲーム開始時にどれか1つのデッキを選んで進めることになる。

## 開発
『Balatro』を開発したLocalThunkはカナダに拠点を置く個人開発者であり、本作はその最初の作品である。元々は「自分一人で楽しむゲーム」として開発が始まり、ストーリー要素を排してゲームメカニクスだけを追求したり、カード効果の文字数を極力抑えたりといったこだわりを反映させている。LocalThunkは普段ポーカーをまったくプレイせず、ポーカーにはあまり興味がないという。『Balatro』の基本システムは『Big Two』という中華圏で盛んな大貧民に類似したトランプゲームに基づいており、ポーカーの役を導入することでルールを理解しやすくしたりアートに統一感を持たせようとした。
影響を受けた作品として、LocalThunkは、ローグライクデッキ構築型のスロットゲーム『幸運の大家様』とヘビを操作するローグライトゲーム『SNKRX』を挙げている。

## 発売
本作は2024年2月21日にMicrosoft Windows（Steam）、PlayStation 4、PlayStation 5、Xbox One、Xbox Series X/S、Nintendo Switch向けに発売された。
2024年3月2日、レーティング団体IARCは、ギャンブル要素が含まれているという理由で本作の対象年齢をIARC：3+（3歳以上対象）からIARC：18+（18歳以上対象）に引き上げた。このレーティング変更はパブリッシャーであるPlaystackに対する連絡がないまま突然行われた。変更の措置により、ヨーロッパを中心に家庭用ゲーム機版が一時配信停止され、日本でもNintendo Switch版に続きPlayStation 5、PlayStation 4版が配信停止となった。その後、日本では新たにCEROの審査を受け、CERO：A（全年齢対象）のゲームとして配信が再開された。また、ヨーロッパのレーティング機関のPEGIは2025年2月24日、PEGI：18（18歳以上対象）としていたレーティングをPEGI：12（12歳以上対象）に引き下げることを発表した。

## 評価

### 批評
Metacriticでは、批評家から絶賛されている。また、2024年2月24日時点でのSteamのユーザーレビューでは5410件中98％が好評とする「圧倒的に好評」ステータスを獲得している。レビューでは、ポーカーをベースにしながらローグライク要素を取り入れたわかりやすいゲームプレイや、ユニークな効果を持った「ジョーカー」のカードなどを用いた戦術の多さ、予想外の相乗効果が生まれる意外性が評価されている。

### 売上
発売から8時間で100万ドルを売り上げ、販売本数は72時間で25万本に達した。3月18日には100万本を超えた。2025年1月22日に販売本数は500万本に達した。